# Fricker-Gletscher
Der Fricker-Gletscher ist ein 16 km langer Gletscher im Grahamland auf der Antarktischen Halbinsel. Er fließt in nordöstlicher Richtung zur Südwestseite des Mill Inlet an der Foyn-Küste, das er nördlich des Monnier Point erreicht.
Die Kartierung erfolgte 1947 gemeinsam durch Wissenschaftler der US-amerikanischen Ronne Antarctic Research Expedition (1947–1948) und den Falkland Islands Dependencies Survey. Letztere benannten ihn nach dem deutschen Polarhistoriker Karl Fricker (1865–unbekannt).